# BBÖ DT 1
Der Dampftriebwagen DT 1 der BBÖ (später Reihe 3071 der ÖBB) ist ein als Gepäcktriebwagen und zur Zeit der Deutschen Reichsbahn als Tenderlokomotive geführtes Triebfahrzeug. Ähnliche Fahrzeuge kaufte 1940 auch die slowakische Staatsbahn Slovenské železnice (SŽ) als Baureihe M 273.1.

## Geschichte

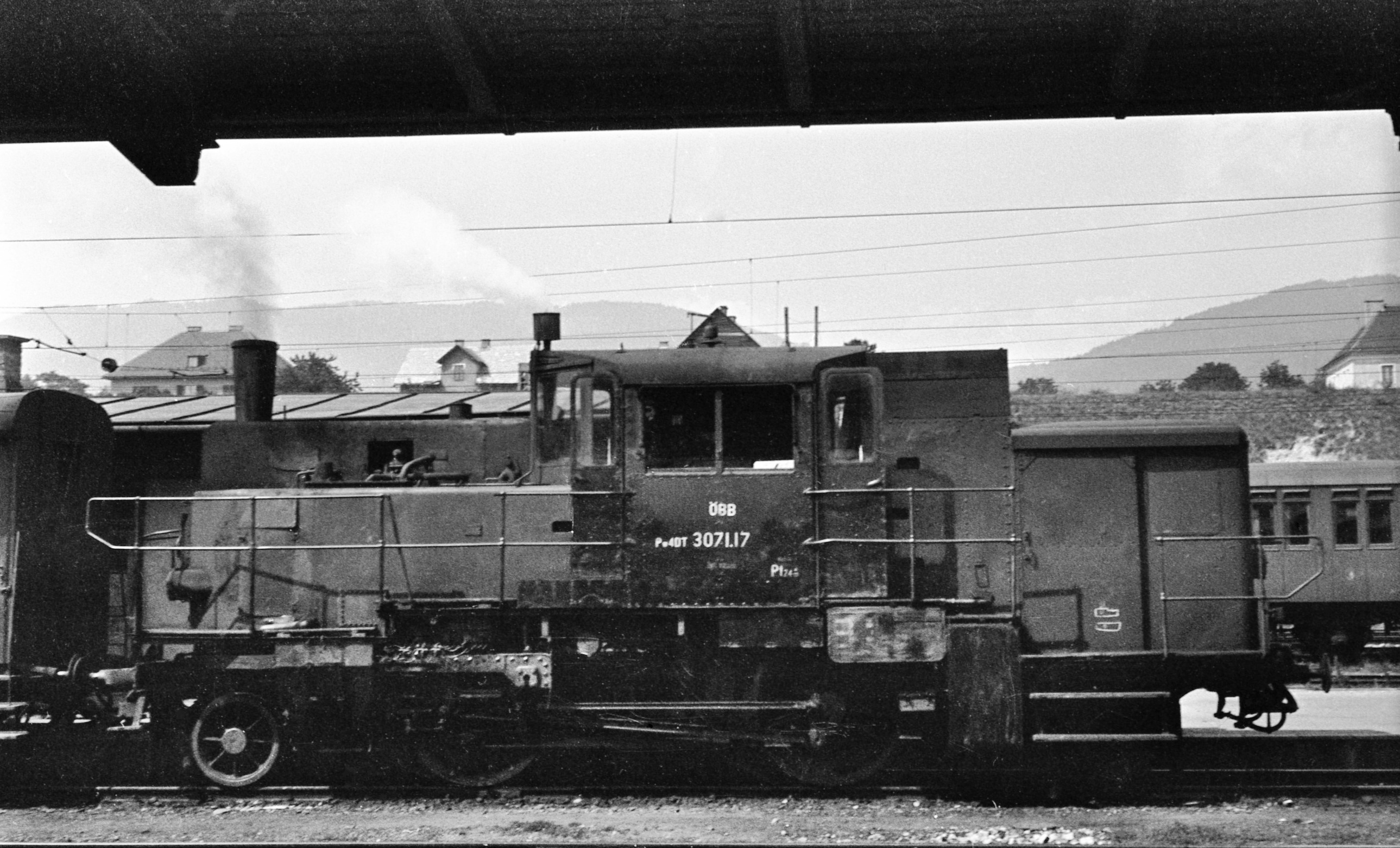
3071.17 in Villach, frühe 1950er-Jahre

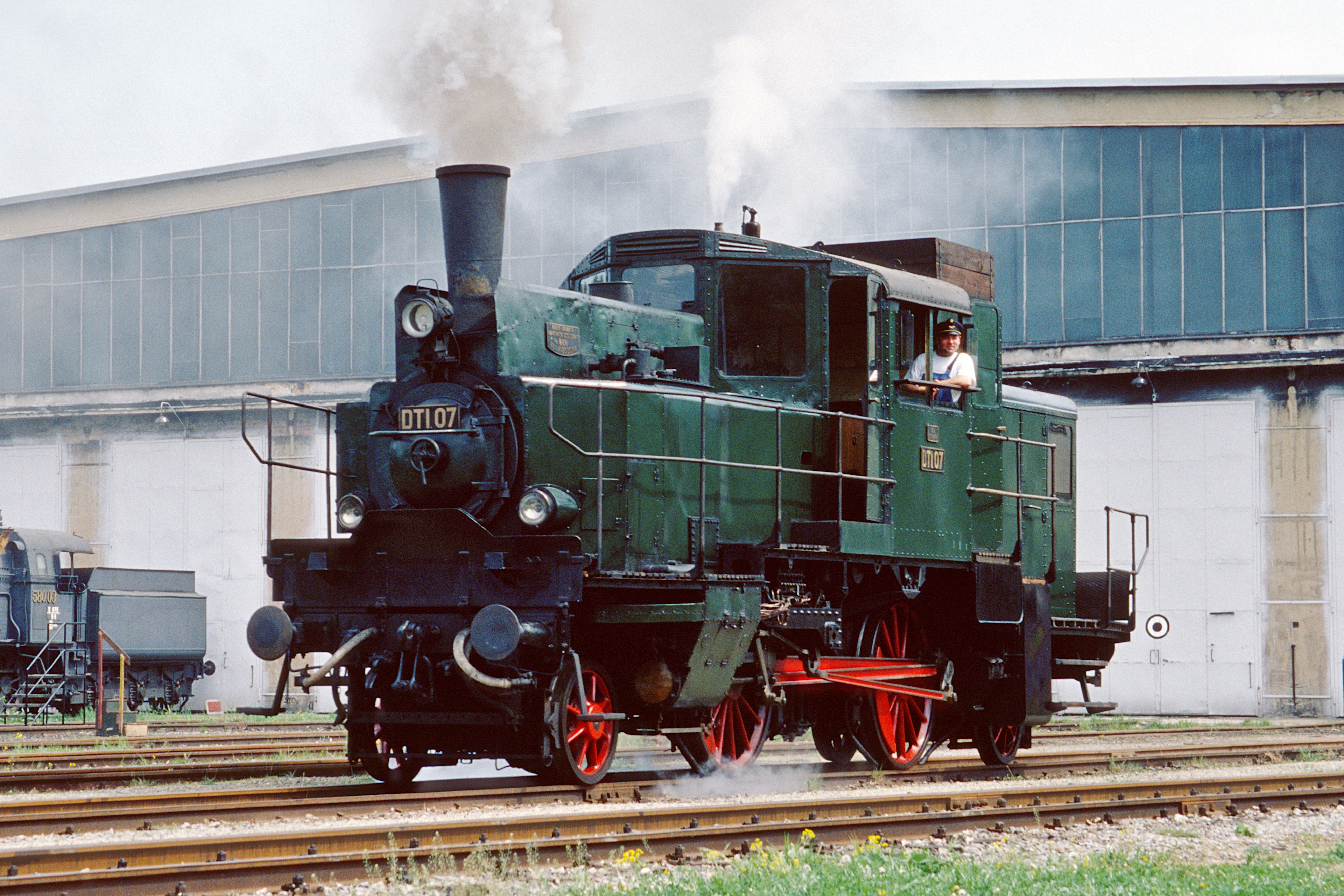
DT 1.07 vor dem Heizhaus Straßhof (2000)

Anfang der 1930er-Jahre bestand bei den BBÖ Bedarf nach einer Lokomotive, die universell sowohl im leichten Schnellzugdienst, im Vororteverkehr der großen Städte als auch auf Nebenbahnen einsetzbar war.
Unter der Führung von Alexander Lehner, Leiter der BBÖ-Konstruktionsabteilung, wurde für diesen Zweck ein eher unkonventionelles Fahrzeug entworfen. Die BBÖ beschafften zwischen 1935 und 1938 20 Exemplare bei der Lokomotivfabrik Floridsdorf in Wien; die ersten zehn Maschinen wurden 1935 an die BBÖ geliefert. Die Fahrzeuge wurden als DT 1 (Dampf Triebwagen) bezeichnet, wobei der große Gepäckraum hinter dem Führerstand angeordnet ist. Obwohl die Triebwagen auch für den leichten Schnellzugdienst konzipiert waren, wurden sie überwiegend auf Nebenbahnen und im Nahverkehr eingesetzt, weshalb sie den Spitznamen „Dorftrottel“ erhielten. Die DT 1 wurden im Nahverkehr auf den Hauptstrecken um Wien oft im sogenannten „Pendler“ in der Mitte des Zugverbandes zwischen zwei Wagen eingereiht, um ohne Umsetzen der Lokomotive in den Endstationen in beide Richtungen fahren zu können.
Nach dem Anschluss Österreichs an das Deutsche Reich wurden die Fahrzeuge, die sich nun im Bestand der Deutschen Reichsbahn befanden, in die Baureihe 71.5 eingeordnet. Die Maschinen wurden nun auch im Bahnbetriebswerk München Ost und im Bahnbetriebswerk Rosenheim der Reichsbahndirektion München stationiert. Hier wurden sie neben dem leichten Streckendienst auch in einem ganz speziellen Dienst als „Heizlokomotiven“ eingesetzt. Sie waren aber hier nicht wie alte Loks als simple Vorheizlokomotiven tätig, sondern liefen ähnlich wie Heizwagen hinter den hier verkehrenden Elloks im Streckendienst. Der Hintergrund war, dass die durch die politischen Ereignissen verstärkt zum Einsatz kommenden und nun meist bis München Hbf und darüber hinaus durchfahrenden Schnell- und Personenzüge (mit Wagen aus Österreich, Italien und anderen Ländern vom Balkan und diversen Ländern in Osteuropa, speziell jene, die 1918 aus der österreich-ungarischen Doppelmonarchie hervorgegangen waren) oft nicht mit den modernen deutschen Elloks kompatibel waren. So hatten diese Wagen oft keine kompatible elektrische Heizung und auch die altösterreichischen Wagen mit Saugzugbremse bedurften einer solchen „Hilfslokomotive“. Die 71.5 waren leicht, mit ihrer Höchstgeschwindigkeit von 100 km/h lauftechnisch geeignet und hatten eine ausreichende Leistung als „mitlaufendes Hilfsaggregat“. Dieser Umstand war übrigens auch der Grund, warum zur Zeit der Deutschen Reichsbahn zum Ende der 1930er hin nach Jahrzehnten wieder (nun moderne 4-achsige) Heizwagen in Dienst gestellt wurden.
Zwei Maschinen überstanden den Zweiten Weltkrieg nicht, die in Bayern stationierten Exemplare kehrten 1945 nach Österreich zurück, so dass dort nach dem Krieg alle verbliebenen 18 Exemplare bei den BBÖ/ÖBB vorhanden waren. Nach dem Nummernschema von 1953 wurden sie als Reihe 3071 bezeichnet. Bis zu ihrer Ausmusterung im Mai 1968 waren die letzten Vertreter der Reihe 3071 im Raum Wien stationiert. Zu ihren Einsatzgebieten gehörten hier die Franz-Josefs-Bahn, die Nordwestbahn, die Pressburger Bahn, die Nordbahn und Lokalbahnen im Weinviertel.
Einzig erhalten gebliebenes Exemplar dieser Gattung ist der DT 1.07. Er gehört zum Bestand des Österreichischen Eisenbahnmuseums und befindet sich im Eisenbahnmuseum Strasshof, wo er in den frühen 1990er-Jahren aufgearbeitet und 1993 wieder betriebsfähig präsentiert werden konnte.

## Technische Merkmale
Das Gepäckabteil und das komplett geschlossene Führerhaus machen das Fahrzeug zum Triebwagen. Es verfügt über eine äußere Steuerung der Bauart Heusinger und eine innere Ventilsteuerung Bauart Lentz (Lentz-Ventilsteuerung).  Die Achsfolge 1'B1' ermöglicht gleich gute Laufeigenschaften in beide Fahrtrichtungen. Eine verstellbare Fahrwerksfederung ermöglichte, den Achsdruck von den Treibachsen teilweise auf die Laufachsen umzulegen (von 13 auf 11 t). Dies in Kombination mit reduziertem Wasservorrat ermöglichte den Einsatz auf Nebenbahnen mit schwachem Oberbau.
Um Personal zu sparen, wurde technisch teils eine Ein-Mann-Bedienung realisiert, auch waren die ersten 10 Maschinen ursprünglich mit einer Ölfeuerung ausgestattet. Wegen der Brennstoffkosten wurden sie auf Kohlefeuerung umgestellt, damit wurde aber ein Heizer notwendig und die Einsparung beim Personal hinfällig.

## Unfall
Aufgrund eines Schienenbruches entgleiste am 1. Mai 1963 auf der Lokalbahn Korneuburg–Hohenau bei Würnitz-Hetzmannsdorf ein Personenzug. Dabei stürzte DT 3071.15 eine Böschung hinunter.